# Hillehorn
L'Hillehorn est une montagne du massif des Alpes lépontines à 3 180 m d'altitude, en Suisse (canton du Valais), à une centaine de mètres au nord de la frontière italienne (Piémont), qui passe sur la cime secondaire de la punta Mottiscia.